# Швенда
Швенда (нем. Schwenda) — коммуна в Германии, в земле Саксония-Анхальт. 
Входит в состав района Зангерхаузен. Подчиняется управлению Росла-Зюдхарц.  Население составляет 597 человек (на 31 декабря 2006 года). Занимает площадь 10,23 км².